# Thyrinteina immissus
Thyrinteina immissus là một loài bướm đêm trong họ Geometridae.